# Giovanni di Stefano (scultore)

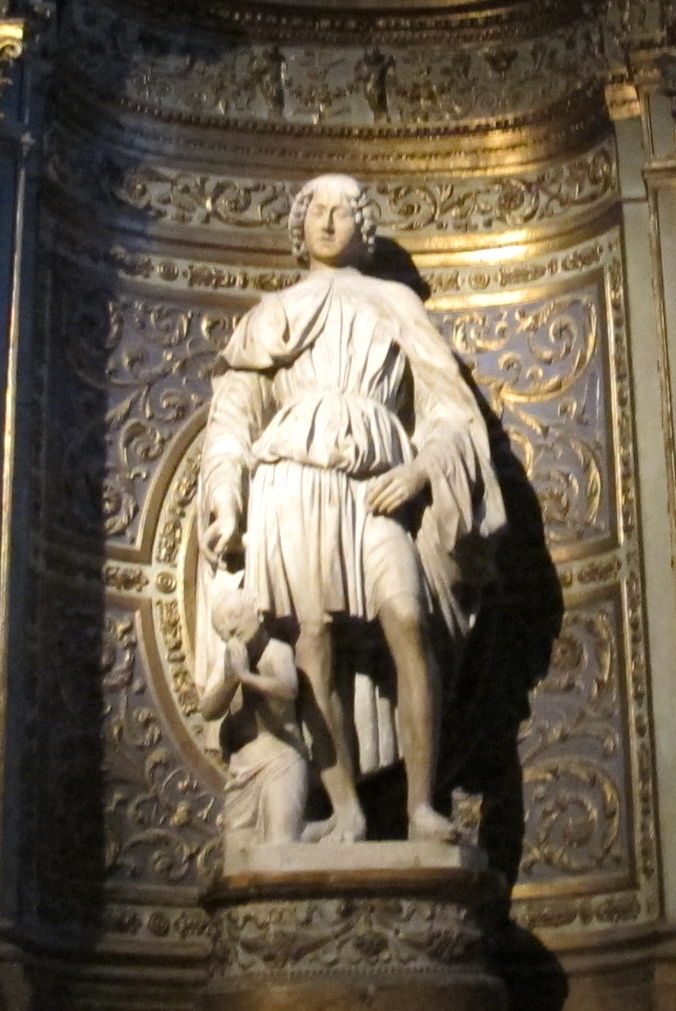
Sant'Ansano

Giovanni di Stefano (Siena, 1444 – 1511 circa) è stato uno scultore e pittore italiano, figlio del pittore Sassetta.

## Biografia
Attivo soprattutto come scultore, gli spettano varie opere a Siena, come le Lupe marmoree davanti al Duomo di Siena e a Porta Romana e nel duomo il disegno delle tarsie dell'Ermete Trismegisto e delle sibille Cumana, Cumea e Delfica (1487) nel pavimento, oltre alla statua marmorea di Sant'Ansano nella Cappella di San Giovanni Battista (1487) e due Angeli reggicandelabro in bronzo (1496-1497) dell'altare maggiore.
Ritenuto artista di temperamento fiacco, si ispirò soprattutto alle maniere di Francesco di Giorgio e del Vecchietta.

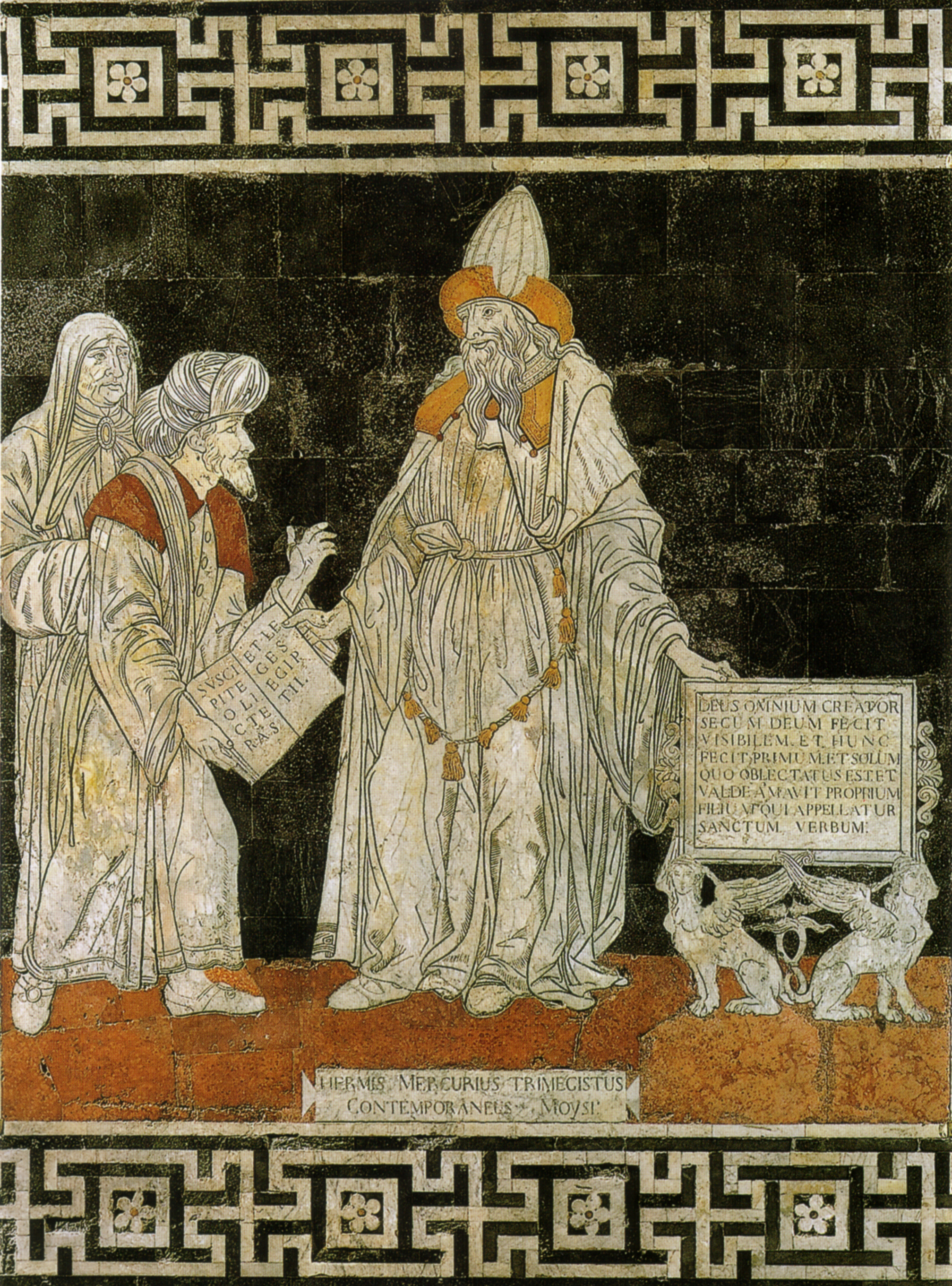
Ermete Trismegisto
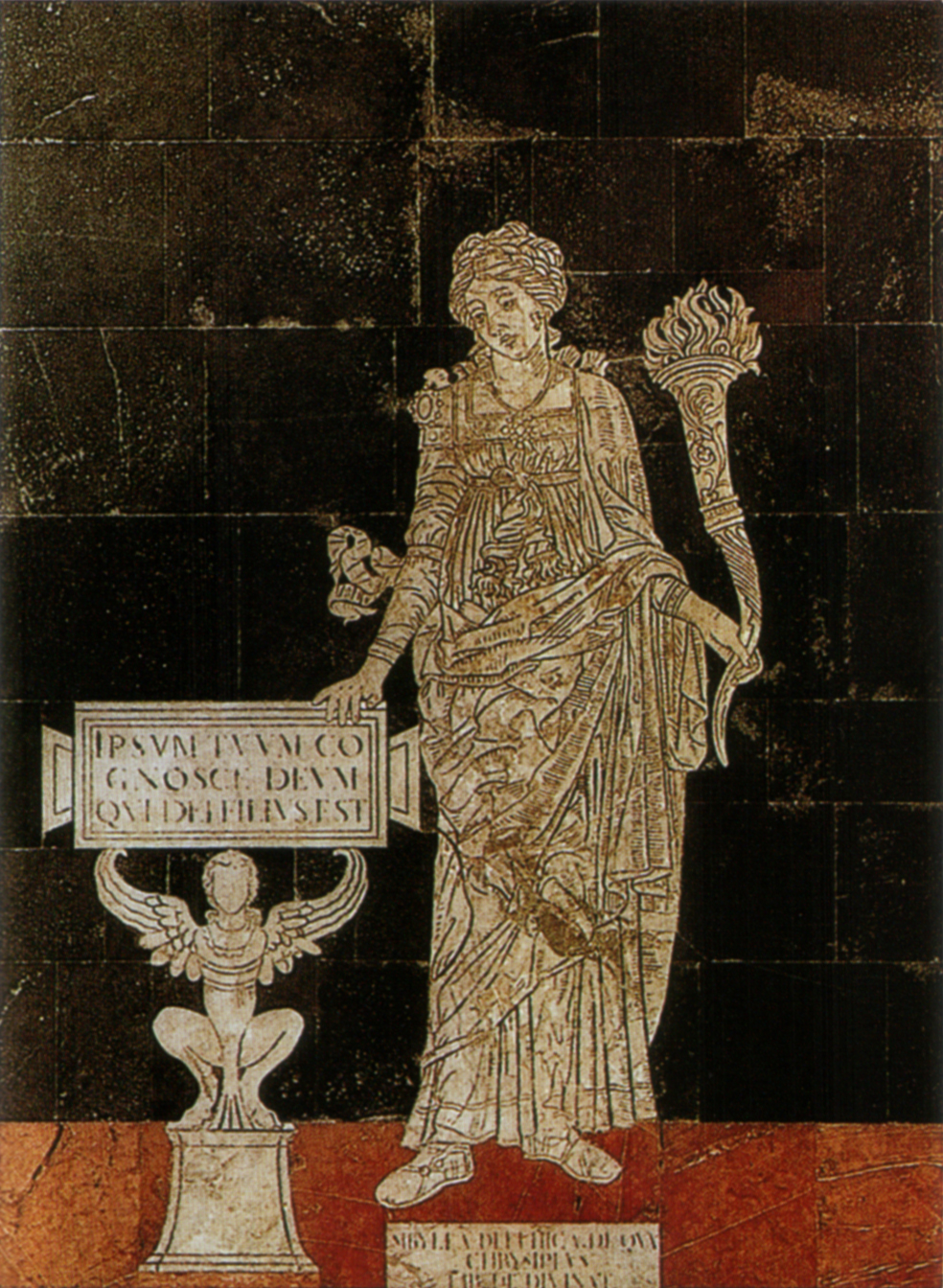
Sibilla Delfica
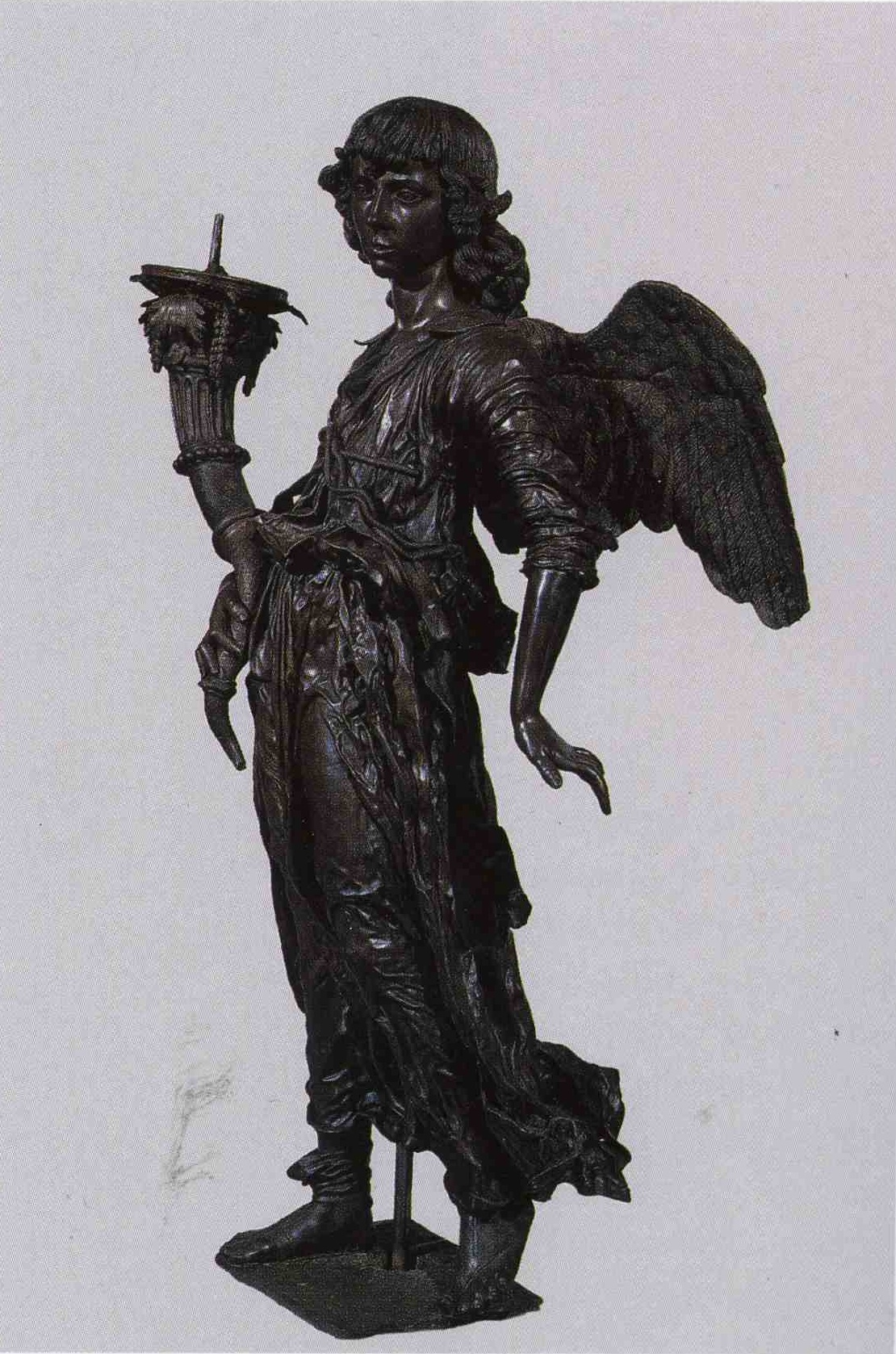
Angelo ceroforo